# Wani
Pour la ville des Comores, voir Ouani.
Wani (王仁) est un personnage légendaire décrit par l'historiographie japonaise antique comme ayant apporté du continent asiatique la connaissance des caractères chinois (sinogrammes) au Japon. Il serait venu du royaume de Baekje (en japonais Kudara), État du Sud-Ouest de la péninsule coréenne. Traditionnellement, Wani est vu comme un Han (Chinois) ayant vécu au Kudara.
Selon le Nihon shoki, le prince Uji-no-Waki-Iratsuko, fils de l'empereur Ōjin, recevait des enseignements de la part d'Achiki, un personnage de la Cour venu du Kudara, qui maîtrisait les sinogrammes. Souhaitant savoir s'il existait un savant dont les connaissances dépassaient celle de son maitre, le prince questionna Achiki, ce à quoi il vit se répondre que le savant Wani, qui résidait au Kudara, avait une érudition plus grande encore. Ce faisant, la Cour impériale nipponne fit venir Wani en 405, évènement à la suite duquel les Japonais commencèrent à employer les caractères chinois, appelés depuis kanjis dans le contexte de la langue japonaise.
Wani est également cité dans le Kojiki, le Shoku Nihongi et le Kogo Shūi, entre autres.

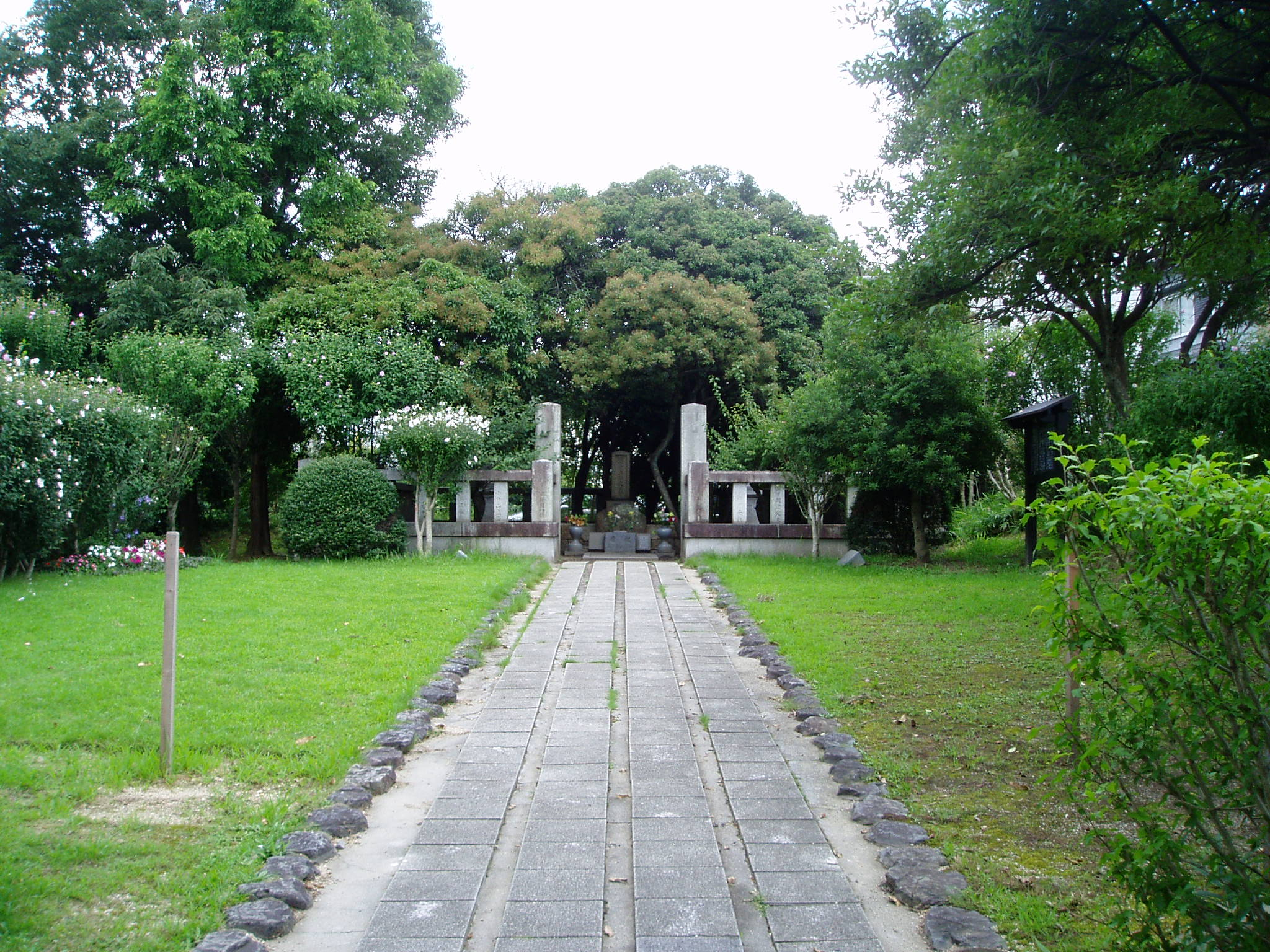
Tombe de Wani, à Hirakata.